# 1275
Il 1275 (MCCLXXV in numeri romani) è un anno  del XIII secolo.

## Eventi
- Battaglia di San Procolo, sul fiume Senio, tra i guelfi bolognesi e i ghibellini forlivesi, nettamente vincitori.
- Prima notizia certa del Palio di Asti che si corse in segno di scherno, sotto le mura della nemica Alba.
- Magnus VI di Norvegia proclama le leggi nazionali Landslov e Bylov
- L'Orda d'Oro devasta la Lituania per la terza volta
- 22 aprile: approvati gli Statuti di Westminster
- Il 14 giugno Valdemaro I viene sconfitto durante la battaglia di Hova e il regno di Svezia passa a suo fratello Magnus III di Svezia
- 22 giugno: Magnus III re di Svezia
- 8 ottobre: nella battaglia di Ronaldsway gli Scozzesi sconfiggono le forze dell'Isola di Man e prendono possesso dell'isola
- 10 novembre: con la battaglia di Roccavione, Carlo d'Angiò viene espulso dal Piemonte da una lega formata da Asti, dal marchese di Saluzzo Tommaso I e dal marchese di Ceva
- In Vallonia inizia la Guerra della Mucca

## Nati
- 18 agosto - Bartholomew de Badlesmere, nobile e militare britannico († 1322)
- 11 settembre - Margherita d'Inghilterra, principessa inglese († 1318)
- 27 settembre - Giovanni II di Brabante, duca († 1312)
- Walter Burley, filosofo e logico inglese († 1345)
- Eleonora di Bretagna, nobildonna e religiosa inglese († 1342)
- Enrico VII di Lussemburgo, sovrano († 1313)
- Gasan Joseki, maestro zen giapponese († 1366)
- Giovanni Attuario, medico e scrittore bizantino († 1328)
- Goro di Gregorio, scultore italiano († 1335)
- Jón Halldórsson, vescovo cattolico norvegese († 1339)
- Marsilio da Padova, filosofo e scrittore italiano († 1342)
- John de Menteith, nobile scozzese († 1329)
- Eberhard von Monheim, tedesco
- Costanza Morosini, nobildonna italiana († 1324)
- Pietro di Aragona, principe († 1296)
- Bona di Savoia, principessa († 1300)
- Agostino Trionfi, teologo e scrittore italiano († 1328)
- Gueraula de Codines, medico spagnolo († 1340)
- Mondino dei Liuzzi, anatomista italiano († 1326)
- Guido di Lusignano, cavaliere medievale francese († 1304)

## Morti
- 6 gennaio - Raimondo di Peñafort, religioso e giurista spagnolo
- 26 febbraio - Margherita d'Inghilterra, regina (n. 1240)
- 1º marzo - Bonavita da Lugo, francescano italiano (n. 1238)
- 18 marzo - Teodorico V di Kleve, conte
- 24 marzo - Beatrice d'Inghilterra, nobile (n. 1242)
- 13 aprile - Eleonora Plantageneta, nobile (n. 1215)
- 18 aprile - Luca Grimaldi, diplomatico italiano
- 23 aprile - Alberghetto Manfredi, nobile italiano (n. 1222)
- 27 maggio - Fujiwara no Tameie, poeta giapponese (n. 1198)
- 29 maggio - Sofia di Turingia, nobile tedesca (n. 1224)
- 2 luglio - Oddone di Rigaud, arcivescovo cattolico, teologo e militare francese
- 13 luglio - Giovanni da Toledo, cardinale inglese
- 25 luglio - Ferdinando de la Cerda, nobile (n. 1255)
- 16 agosto - Lorenzo Tiepolo, politico e ammiraglio italiano
- 12 settembre - Martino Arimanni, vescovo cattolico italiano
- 24 settembre - Humphrey de Bohun, II conte di Hereford, nobile e politico inglese
- 21 ottobre - Sancho d'Aragona, arcivescovo cattolico spagnolo (n. 1250)
- 17 novembre - Beatrice d'Angiò, nobile e sovrana francese (n. 1252)
- Boemondo VI d'Antiochia, nobile
- Andrea Bonello, giurista italiano (n. 1190)
- Alessio Ducas Filantropeno, nobile e ammiraglio bizantino
- Eleonora di Castiglia, nobile spagnola (n. 1256)
- Grazia d'Arzago, religiosa italiano (n. 1200)
- Matteo dei Libri, notaio e scrittore italiano (n. 1214)
- Mansa Khalifa, maliano
- Maria di Brienne, imperatrice francese (n. 1224)
- Morico di Sutri, vescovo italiano
- Muqi, pittore cinese (n. 1210)
- Giovanni Visconti di Gallura, nobile
- Lapo Visconti, nobile italiano
- Michele Zanche, politico italiano (n. 1203)
- Ferdinando d'Aragona, nobile spagnolo (n. 1241)
- Giuliano de Grenier, nobiluomo francese
- Cecilia del Balzo, nobildonna francese (n. 1230)
- Guido della Scala, vescovo cattolico italiano
- Ulrich von Liechtenstein, poeta tedesco (n. 1200)

## Calendario
| Calendario 1275 | Calendario 1275 | Calendario 1275 | Calendario 1275 | Calendario 1275 | Calendario 1275 | Calendario 1275 | Calendario 1275 | Calendario 1275 | Calendario 1275 | Calendario 1275 | Calendario 1275 | Calendario 1275 | Calendario 1275 | Calendario 1275 | Calendario 1275 | Calendario 1275 | Calendario 1275 | Calendario 1275 | Calendario 1275 | Calendario 1275 | Calendario 1275 | Calendario 1275 | Calendario 1275 | Calendario 1275 | Calendario 1275 | Calendario 1275 | Calendario 1275 | Calendario 1275 | Calendario 1275 | Calendario 1275 | Calendario 1275 | Calendario 1275 |
| --------------- | --------------- | --------------- | --------------- | --------------- | --------------- | --------------- | --------------- | --------------- | --------------- | --------------- | --------------- | --------------- | --------------- | --------------- | --------------- | --------------- | --------------- | --------------- | --------------- | --------------- | --------------- | --------------- | --------------- | --------------- | --------------- | --------------- | --------------- | --------------- | --------------- | --------------- | --------------- | --------------- |
|                 | 1               | 2               | 3               | 4               | 5               | 6               | 7               | 8               | 9               | 10              | 11              | 12              | 13              | 14              | 15              | 16              | 17              | 18              | 19              | 20              | 21              | 22              | 23              | 24              | 25              | 26              | 27              | 28              | 29              | 30              | 31              |                 |
| Gennaio         | Ma              | Me              | Gi              | Ve              | Sa              | Do              | Lu              | Ma              | Me              | Gi              | Ve              | Sa              | Do              | Lu              | Ma              | Me              | Gi              | Ve              | Sa              | Do              | Lu              | Ma              | Me              | Gi              | Ve              | Sa              | Do              | Lu              | Ma              | Me              | Gi              |                 |
| Febbraio        | Ve              | Sa              | Do              | Lu              | Ma              | Me              | Gi              | Ve              | Sa              | Do              | Lu              | Ma              | Me              | Gi              | Ve              | Sa              | Do              | Lu              | Ma              | Me              | Gi              | Ve              | Sa              | Do              | Lu              | Ma              | Me              | Gi              |                 |                 |                 |                 |
| Marzo           | Ve              | Sa              | Do              | Lu              | Ma              | Me              | Gi              | Ve              | Sa              | Do              | Lu              | Ma              | Me              | Gi              | Ve              | Sa              | Do              | Lu              | Ma              | Me              | Gi              | Ve              | Sa              | Do              | Lu              | Ma              | Me              | Gi              | Ve              | Sa              | Do              |                 |
| Aprile          | Lu              | Ma              | Me              | Gi              | Ve              | Sa              | Do              | Lu              | Ma              | Me              | Gi              | Ve              | Sa              | Do              | Lu              | Ma              | Me              | Gi              | Ve              | Sa              | Do              | Lu              | Ma              | Me              | Gi              | Ve              | Sa              | Do              | Lu              | Ma              |                 |                 |
| Maggio          | Me              | Gi              | Ve              | Sa              | Do              | Lu              | Ma              | Me              | Gi              | Ve              | Sa              | Do              | Lu              | Ma              | Me              | Gi              | Ve              | Sa              | Do              | Lu              | Ma              | Me              | Gi              | Ve              | Sa              | Do              | Lu              | Ma              | Me              | Gi              | Ve              |                 |
| Giugno          | Sa              | Do              | Lu              | Ma              | Me              | Gi              | Ve              | Sa              | Do              | Lu              | Ma              | Me              | Gi              | Ve              | Sa              | Do              | Lu              | Ma              | Me              | Gi              | Ve              | Sa              | Do              | Lu              | Ma              | Me              | Gi              | Ve              | Sa              | Do              |                 |                 |
| Luglio          | Lu              | Ma              | Me              | Gi              | Ve              | Sa              | Do              | Lu              | Ma              | Me              | Gi              | Ve              | Sa              | Do              | Lu              | Ma              | Me              | Gi              | Ve              | Sa              | Do              | Lu              | Ma              | Me              | Gi              | Ve              | Sa              | Do              | Lu              | Ma              | Me              |                 |
| Agosto          | Gi              | Ve              | Sa              | Do              | Lu              | Ma              | Me              | Gi              | Ve              | Sa              | Do              | Lu              | Ma              | Me              | Gi              | Ve              | Sa              | Do              | Lu              | Ma              | Me              | Gi              | Ve              | Sa              | Do              | Lu              | Ma              | Me              | Gi              | Ve              | Sa              |                 |
| Settembre       | Do              | Lu              | Ma              | Me              | Gi              | Ve              | Sa              | Do              | Lu              | Ma              | Me              | Gi              | Ve              | Sa              | Do              | Lu              | Ma              | Me              | Gi              | Ve              | Sa              | Do              | Lu              | Ma              | Me              | Gi              | Ve              | Sa              | Do              | Lu              |                 |                 |
| Ottobre         | Ma              | Me              | Gi              | Ve              | Sa              | Do              | Lu              | Ma              | Me              | Gi              | Ve              | Sa              | Do              | Lu              | Ma              | Me              | Gi              | Ve              | Sa              | Do              | Lu              | Ma              | Me              | Gi              | Ve              | Sa              | Do              | Lu              | Ma              | Me              | Gi              |                 |
| Novembre        | Ve              | Sa              | Do              | Lu              | Ma              | Me              | Gi              | Ve              | Sa              | Do              | Lu              | Ma              | Me              | Gi              | Ve              | Sa              | Do              | Lu              | Ma              | Me              | Gi              | Ve              | Sa              | Do              | Lu              | Ma              | Me              | Gi              | Ve              | Sa              |                 |                 |
| Dicembre        | Do              | Lu              | Ma              | Me              | Gi              | Ve              | Sa              | Do              | Lu              | Ma              | Me              | Gi              | Ve              | Sa              | Do              | Lu              | Ma              | Me              | Gi              | Ve              | Sa              | Do              | Lu              | Ma              | Me              | Gi              | Ve              | Sa              | Do              | Lu              | Ma              |                 |